# Kailāshahar
Kailāshahar är en ort i Indien.   Den ligger i distriktet North Tripura och delstaten Tripura, i den östra delen av landet, 1 500 km öster om huvudstaden New Delhi. Kailāshahar ligger 32 meter över havet och antalet invånare är 22 120.
Terrängen runt Kailāshahar är huvudsakligen platt, men österut är den kuperad. Runt Kailāshahar är det tätbefolkat, med 550 invånare per kvadratkilometer. Närmaste större samhälle är Dharmanagar, 16,9 km öster om Kailāshahar. I omgivningarna runt Kailāshahar växer huvudsakligen savannskog.